# 范珤
范珤（？—？），字惟善，直隸河間府阜城縣人，軍籍，明朝政治人物。

## 生平
順天府鄉試第五十四名舉人。成化十七年（1481年）中式辛丑科二甲第四十八名進士。

## 家族
曾祖范仲文；祖父范成；父范亮，州同知。嫡母周氏；生母王氏。